# Бутибон, Шарль Эдуар
Шарль Эдуар Бутибон (фр. Charles Edouard Boutibonne; 8 июля 1816[…], Пешт, Пешт — 7 февраля 1897[…], Вильдерсвиль) — французский художник, автор жанровых сцен и портретов.

## Биография
Родился в 1816 году в Пеште, Австрийская империя (ныне Будапешт, Венгрия) во французской семье. Учиться живописи начал в Венской академии художеств в мастерской Фридриха фон Амерлинга. Затем переехал в Париж, где продолжил обучение в Высшей школе изящных искусств под руководством Ашиля Девериа и Франца Ксавера Винтерхальтера.
В 1836 году Бутибон, которому было около двадцати лет, написал портрет композитора Ференца Листа. В следующем 1837 году впервые выставил свои работы на ежегодном Парижском салоне. Спустя десять лет, в 1847 году, на очередном Салоне получил золотую медаль.
В 1854 году побывал в Англии, где создал портреты королевы Виктории и принца-консорта Альберта, которые позировали художнику в Виндзорском замке. Получив многочисленные престижные заказы, Бутибон задержался в Англии на два года. В 1860 году он стал автором потолочной росписи в Штутгартском дворце королей Вюртемберга.
В 1885 году художник переехал в Швейцарию и поселился в Вильдерсвиле. Здесь он прожил ещё более десяти лет, создавая в основном картины пастелью.
Скончался в 1897 году в Вильдерсвиле.

## Галерея

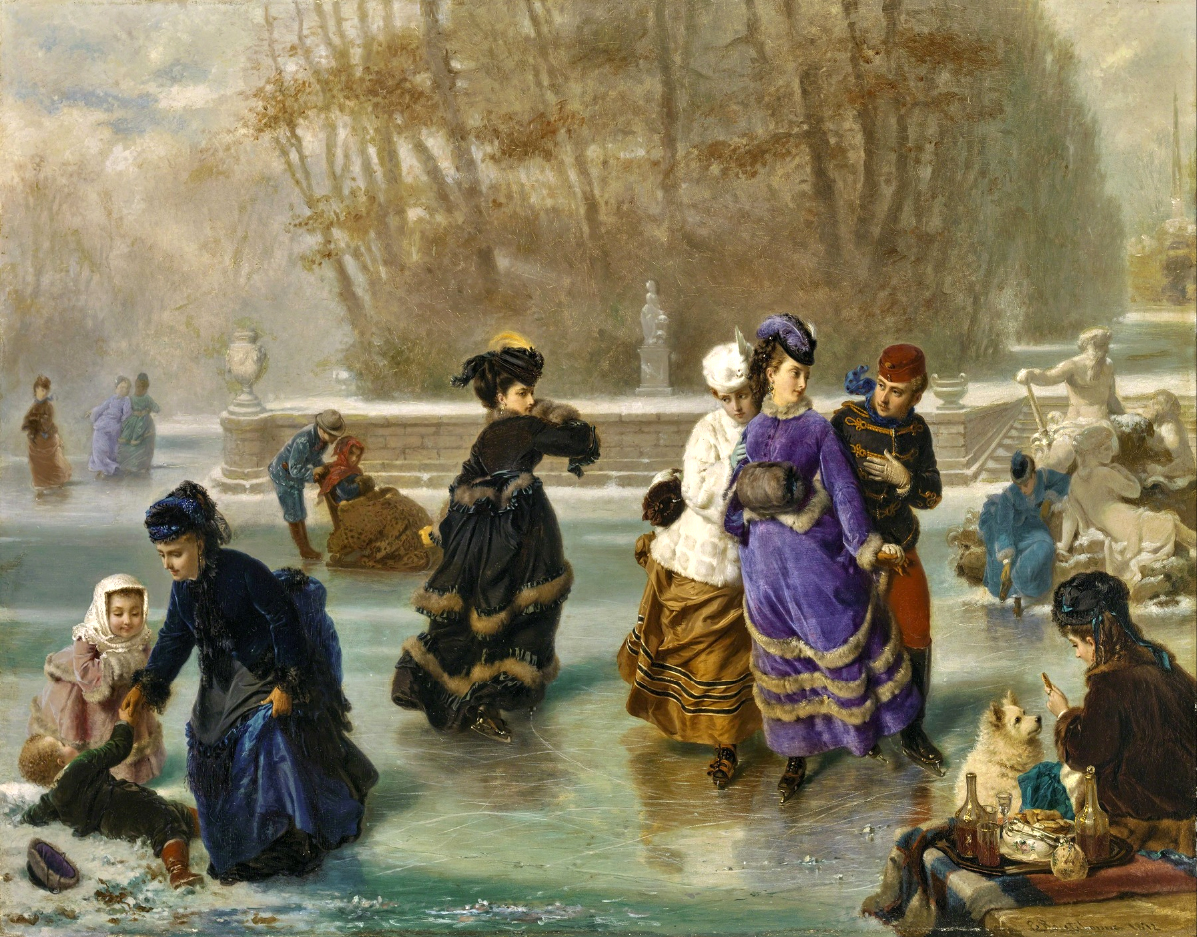
Катание на коньках
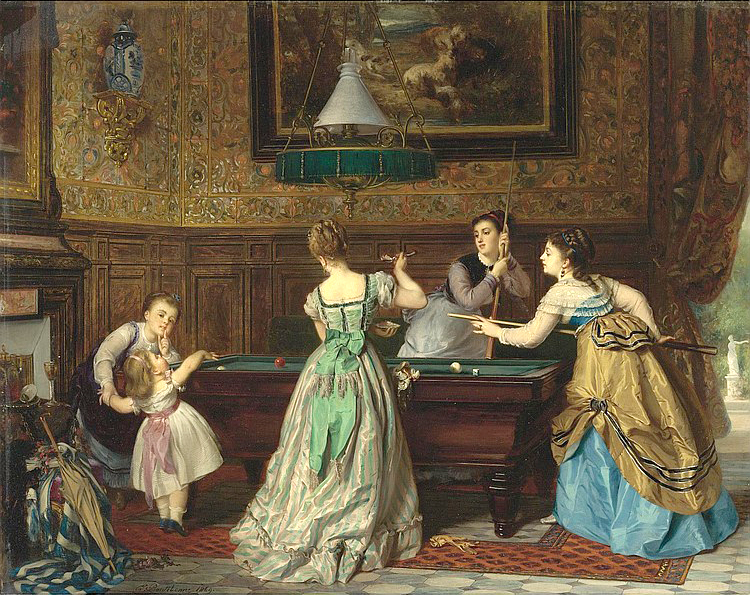
Девушки, играющие в бильярд
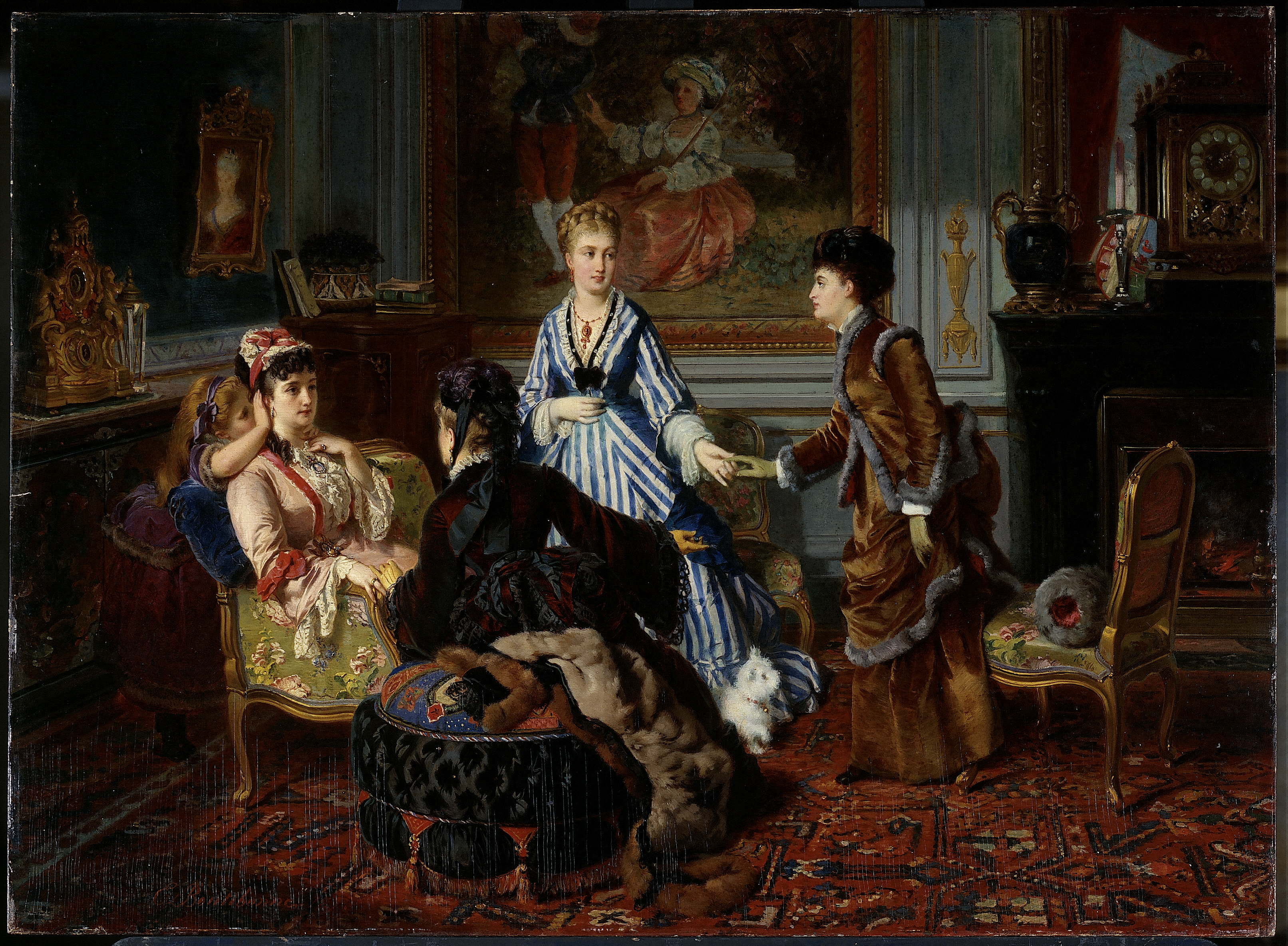
Визит
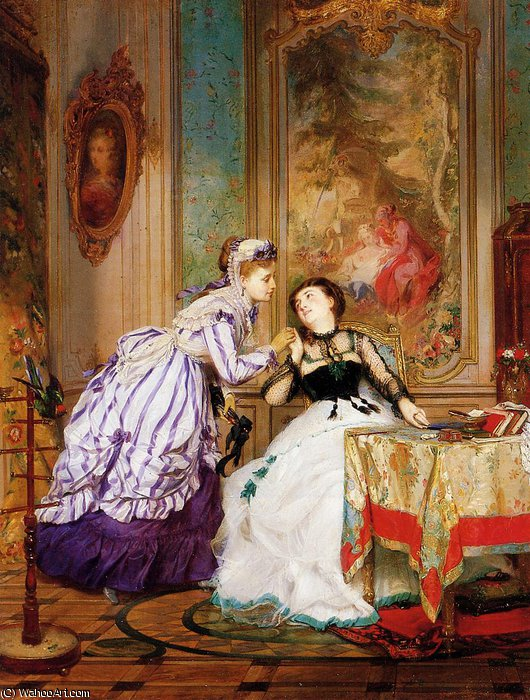
Тёплый приём
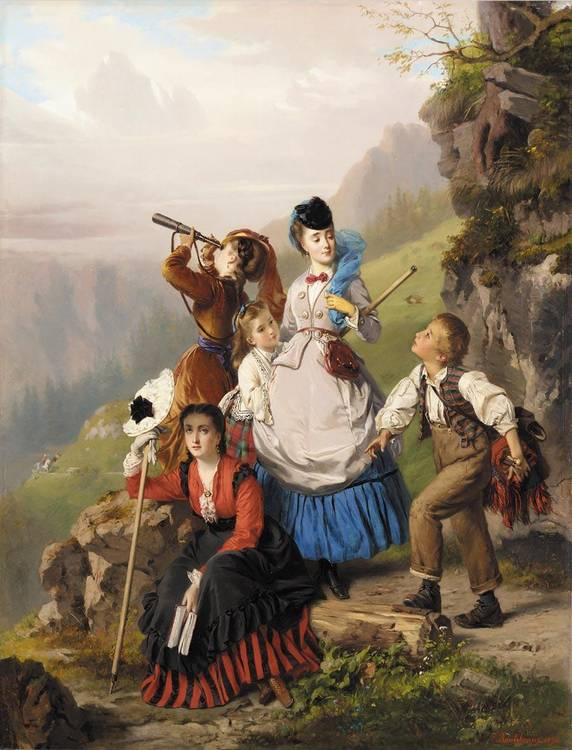
Юные «альпинисты»
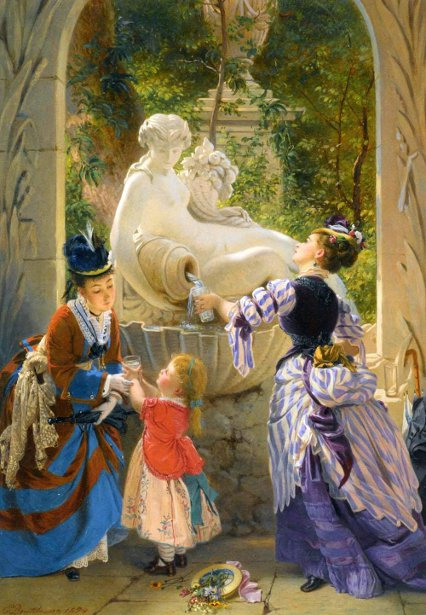
У фонтана
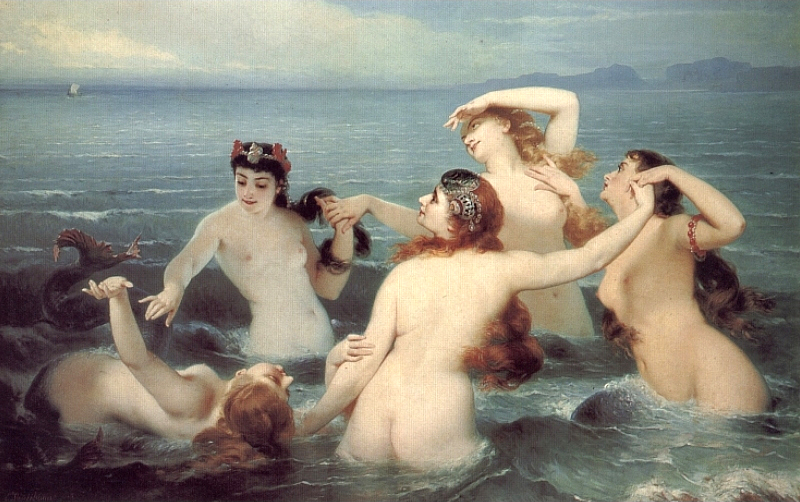
Русалки
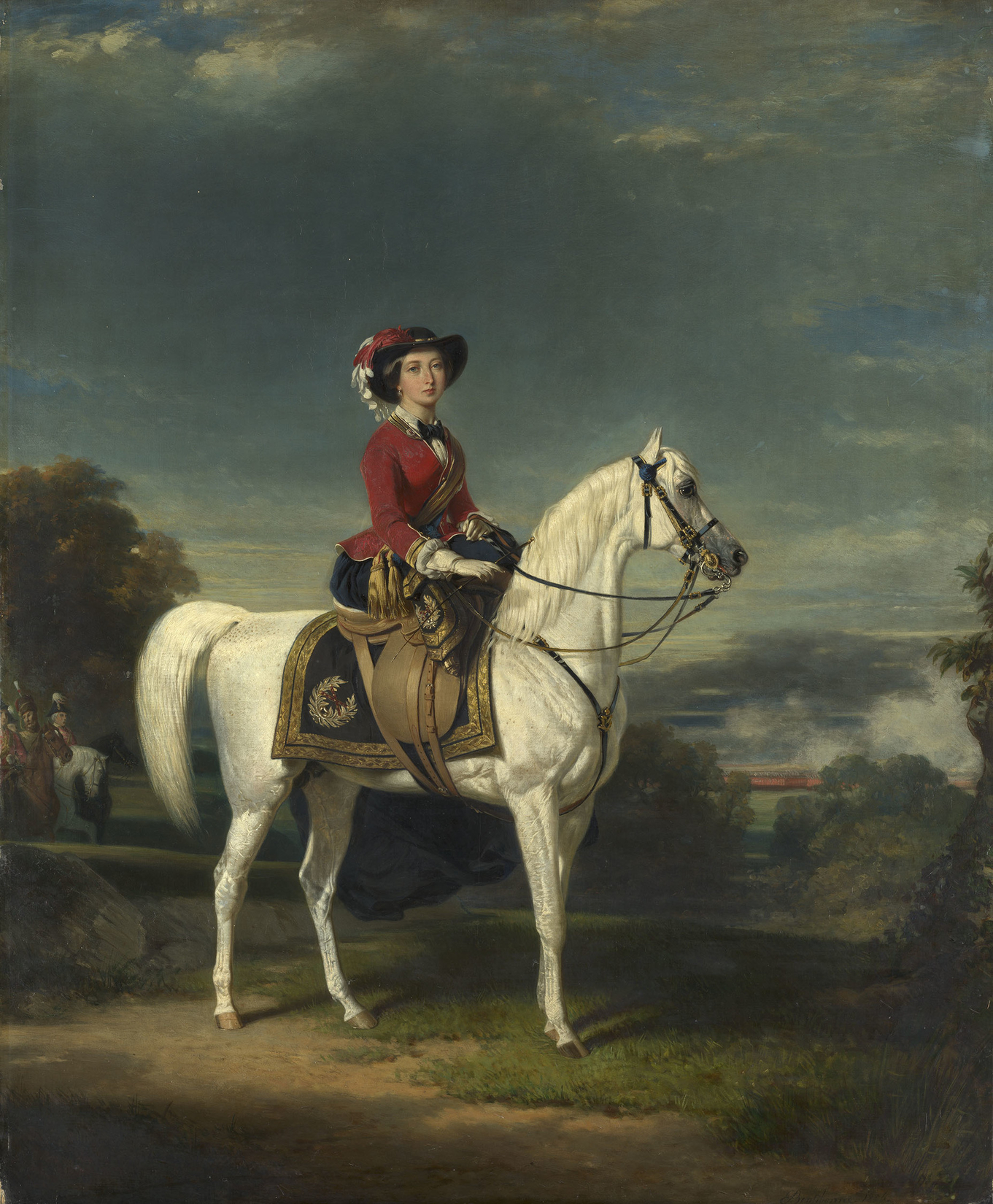
Королева Виктория
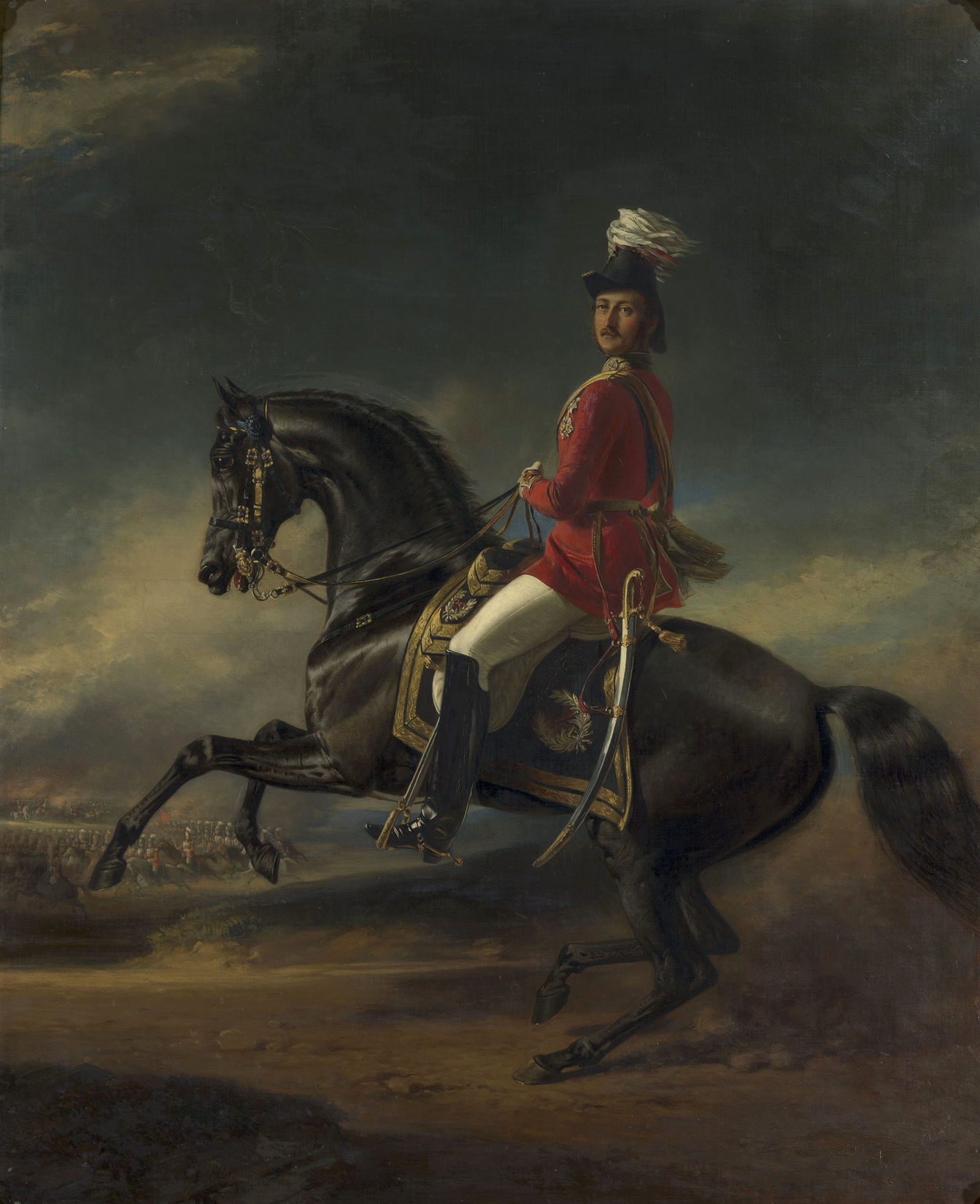
Принц Альберт
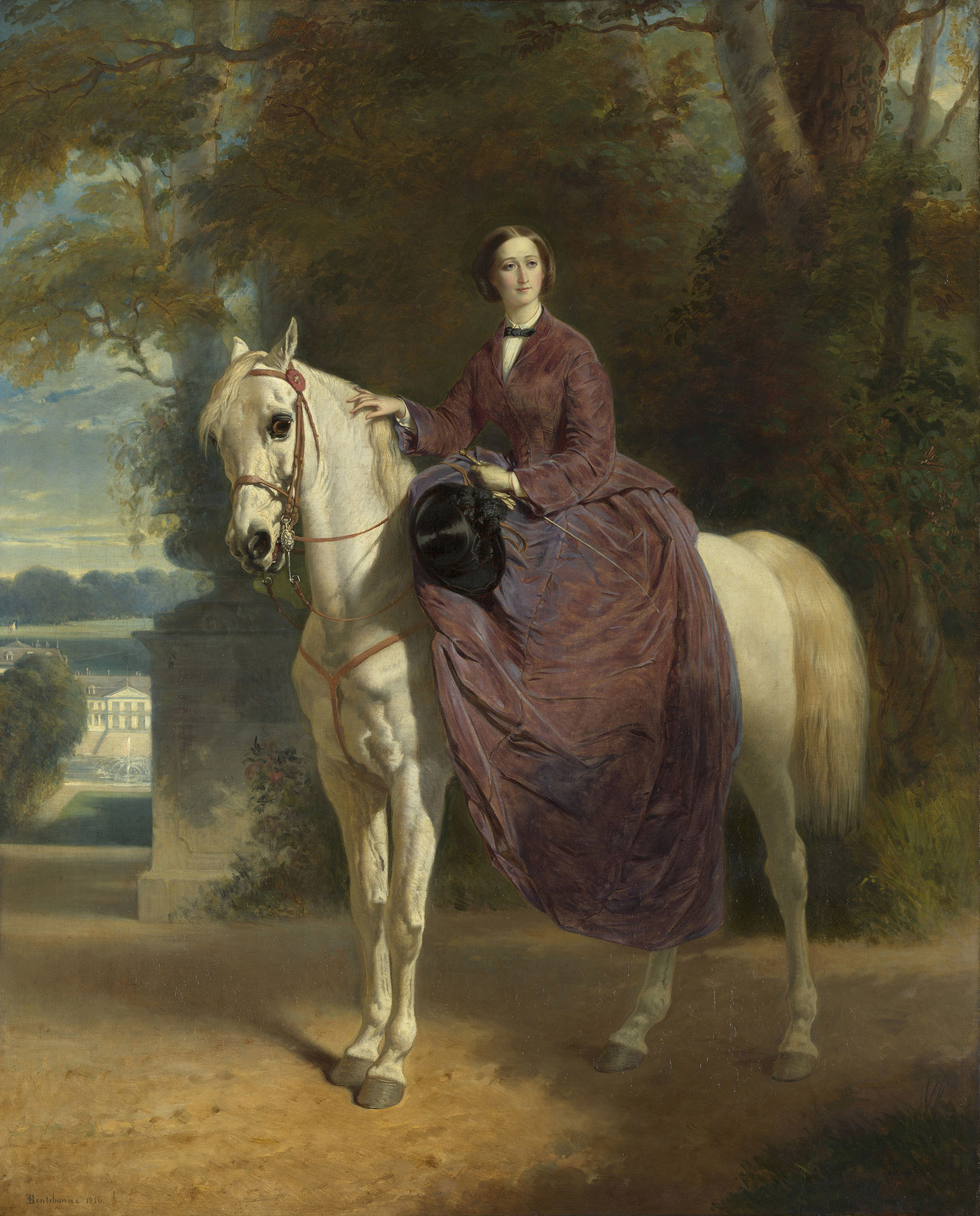
Императрица Евгения де Монтихо
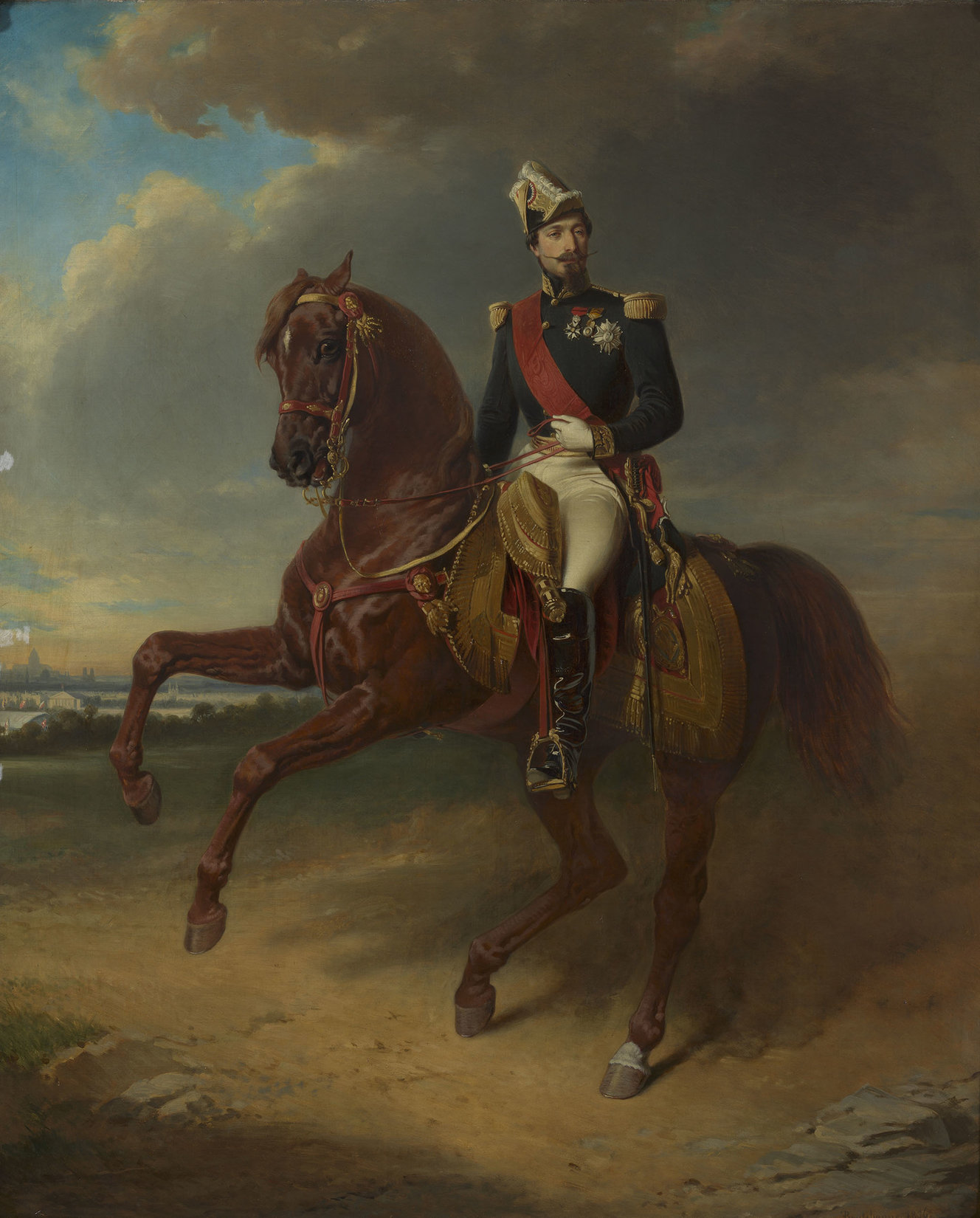
Император Наполеон III